# کاچاپوآل
کاچاپوآل (به اسپانیایی: Provincia de Cachapoal) یک استان در شیلی است که در منطقه ا هیگینز واقع شده‌است. کاچاپوآل ۷٬۳۸۴٫۲ کیلومترمربع مساحت و ۶۰۱٬۸۱۰ نفر جمعیت دارد.